# یاراندووو
یاراندووو (به لاتین: Jarandowo) یک روستا در لهستان است که در گمینا لیزبارک وارمینگسکی واقع شده‌است.